# Quinta do Conde
Quinta do Conde é uma vila portuguesa sede da Freguesia da Quinta do Conde do Município de Sesimbra, freguesia com 14,22 km² de área e 28 089 habitantes (censo de 2021), tendo, assim, uma densidade populacional de 1 975,3 hab./km².
A freguesia da Quinta do Conde foi criada pela Lei n.º 83/85, de 4 de outubro, com território desanexado da freguesia de Sesimbra (Castelo).
Por sua vez, a povoação de Quinta do Conde foi elevada à categoria de vila em 1995.
A Quinta do Conde está localizada a nordeste do concelho de Sesimbra, junto à Estrada Nacional 10, precisamente no centro da Península de Setúbal e situa-se junto aos grandes centros urbanos, a cerca de 30 km de Lisboa e a 20 km de Setúbal, junto a importantes áreas industriais (Makro, Autoeuropa, Coca-Cola, etc.) permitindo que o seu desenvolvimento demográfico fosse rápido (em 1991 o número de habitantes situava-se em 7958).

## Demografia
A população registada nos censos foi:
| Ano  | 0-14 Anos | 15-24 Anos | 25-64 Anos | > 65 Anos |
| 2001 | 3198      | 2211       | 9377       | 1781      |
| 2011 | 5084      | 2703       | 14822      | 2997      |
| 2021 | 4635      | 3313       | 15596      | 4545      |

## História
Surgiu no início da década de 1970, a partir do parcelamento clandestino de uma propriedade rústica e consequente venda de lotes onde os novos proprietários foram construindo moradias. Uma génese ilegal, resultado da enorme crise habitacional que o país enfrentou nessa altura.
Em 1985 foi elevada a freguesia e dez anos depois passou a vila. Além da sede, comporta os núcleos urbanos de Casal do Sapo, Fontainhas, Courelas da Brava e o condomínio da Quinta do Peru.
Destaque-se ainda que foi a área de génese ilegal que mais cresceu na Europa na década de 1990.
O topónimo Quinta do Conde está inscrito nas Memórias Geográficas e Históricas da Província da Estremadura registada pelo Padre Manuel Caetano de Sousa, em 1726, na lista de igrejas, capelas e ermidas da área de Azeitão. Refere expressamente Quinta do Conde de Atouguia, hoje Padres Regrantes de S. Vicente de Fora. Este texto de poucas palavras responde porém à primeira interrogação de qualquer interessado pela história local: quem foi o conde que deu origem ao topónimo?

### O mosteiro de S. Vicente
No início do século XIII, o mosteiro de S. Vicente começou a adquirir na área algumas herdades. O registo mais antigo, de Maio de 1224, refere-se a uma doação, feita por Mendo Rocines e sua mulher D. Teresa, de uma herdade com moinho e mais pertenças, no lugar de Porto de Cavaleiros, em Coina. De abril de 1230 é o registo duma compra feita por D. Pedro, prior de S. Vicente, a Pedro Gonçalves, duma herdade no lugar de Ribeira de Coina, termo de Sesimbra, confrontando com o Porto de Cavaleiros e Palmela, pelo preço de 60 morabitinos. Em maio de 1232 dá conta do aforamento da herdade de Coina feito pelo Mosteiro de S. Vicente a João Pedro e sua mulher.
Sucedem-se os documentos de compra, venda, aforamento, doação, etc. ... Salienta-se todavia, que o Mosteiro de S. Vicente adquiria definitivamente (sob a forma de compra ou doação), e alienava temporariamente – (através de aforamentos, emprazamentos, etc. ...).

### Os condes de Atouguia
Não está completamente claro, como é que, no século XVI, umas das mais poderosas famílias do Reino, a dos Ataídes, Condes de Atouguia, aforou a Quinta da Ribeira de Coina. Um registo de 21 de junho de 1552, cita uma demanda entre o Mosteiro de S. Vicente e de D. Álvaro de Ataíde, por causa da Quinta de Coina. Uma certidão de 27 de julho de 1741, refere que a Quinta de Coina, tinha sido emprazada D. Álvaro Gonçalves de Ataíde,... A 8 de junho de 1573, com suas casas, terras, matos, pinhais, pomares e várzea, a qual entesta da banda do Norte no limite da Vila de Coina, onde chamam o Porto de Cavaleiros. Ainda de acordo com a mesma certidão, os Condes de Atouguia passaram a pagar de foro a partir de 31 de janeiro de 1624, a quantia de 12$100 (doze mil e cem réis), 2 capões e 2 cabritos. D. Álvaro Gonçalves de Ataíde, que o documento anterior refere, não foi, como alguns têm afirmado, o primeiro Conde de Atouguia, porque este morreu em 1452, quatro anos depois do título de Conde de Atouguia lhe ter sido outorgado, mas sim o irmão do terceiro Conde de Atouguia, D. Luís de Ataíde, que lhe sucedeu na Casa, não no título. Importa acentuar que emergiram da Casa de Atouguia algumas das mais distintas figuras do Reino, com importantes desempenhos na administração pública: D. Álvaro Gonçalves de Ataíde, 1.º titular do condado, D. Martinho de Ataíde, seu filho, senhor das Ilhas Canárias, D. Luís de Ataíde (3.º Conde de Atouguia, vice-rei da Índia), D. Filipa de Vilhena (Condessa de Atouguia; já viúva, na madrugada de 1 de dezembro de 1640, cingiu ela própria as armas aos filhos e mandou-os combater pela independência de Portugal), D. Jerónimo de Ataíde (6.º Conde de Atouguia, um dos conspiradores de 1640), D. Luís Peregrino de Ataíde (10.º Conde de Atouguia, vice-rei do Brasil).
Em Janeiro de 1759, o 11.º Conde de Atouguia, D. Jerónimo de Ataíde, foi executado no patíbulo de Belém, acusado de cumplicidade no atentado contra a vida de D. José. Todos os bens foram confiscados e naturalmente tornados nulos o aforamento da Quinta do Conde. Cessou desta forma a ligação dos Condes de Atouguia à Quinta do Conde, mas, continuou a designação anteriormente assumida de Quinta do Conde.

### Património do Estado
O início do século XIX foi particularmente instável em Portugal. As invasões francesas; a deslocação da Corte para o Brasil; a presença dos aliados ingleses, as lutas entre absolutistas e liberais foram alguns dos principais factores de instabilidade.
Com a vitória dos liberais adivinhavam-se dias muito difíceis para a igreja. De todas as medidas foi particularmente dura a publicação do Decreto de 30 de maio de 1834, anunciava-se já na imprensa oficial a venda da Quinta do Conde em hasta pública. O leilão estava marcado para o dia 10 de setembro e a Quinta do Conde fora avaliada em 10.000$000, ou 10.041$770 com os objetos da Ermida e pertenças de lavoura. A Quinta do Conde, porém, não foi vendida naquela data e no Diário do Governo de 2 de Novembro de 1835, surgiu novo anúncio, desta vez a publicitar o leilão para o dia 14 de dezembro. O Governo pensava arrecadar alguns fundos com a alienação do património adquirido nas condições atrás descritas mas, a generalizada crise económica afastava eventuais interessados nos leilões. Para facilitar a venda daqueles bens aceitava-se o pagamento sob a forma de Apólices, Cédulas, ou Títulos liquidados da Dívida Pública.

### José Maria da Fonseca

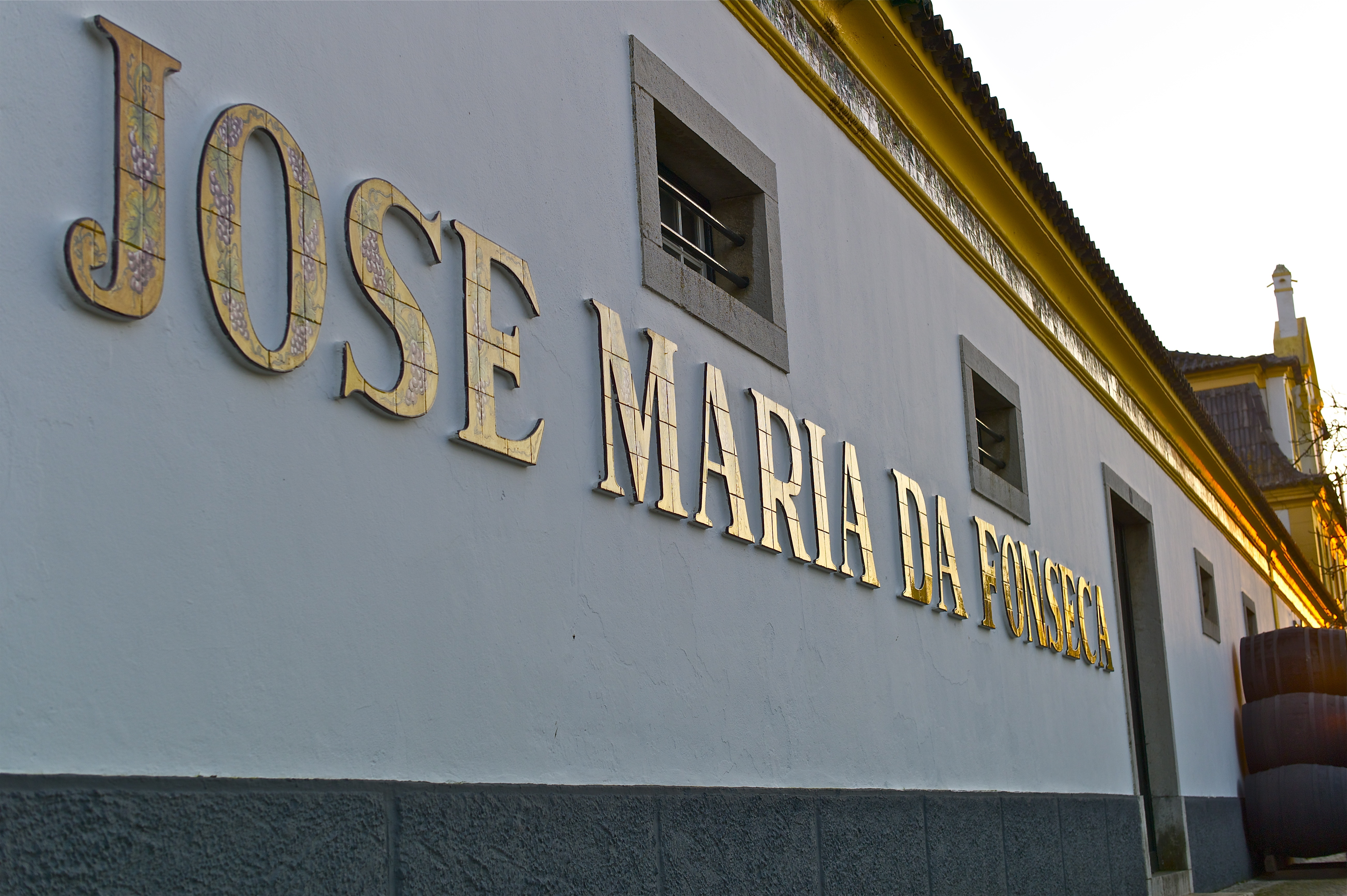
Adega José Maria da Fonseca

O pai de José Maria da Fonseca, José António Fonseca atingiu alguma independência económica, fruto da sua actividade de fornecedor de géneros ao exército português, durante o conflito provocado pelas invasões napoleónicas. José Maria da Fonseca nasceu em Vilar Seco, próximo de Nelas, em 31 de maio de 1804, estudou na Universidade de Coimbra entre 1822 e 1825. Casou com Maria Augusta Soares Franco Ferreira, filha de um fornecedor de géneros às tropas inglesas. José Maria da Fonseca mudou-se para Azeitão, onde começou por adquirir a Quinta da Bassaqueira em 1824 e posteriormente outras quintas na área. Em 1834 iniciou a produção de vinhos e licores para exportação. Foi José Maria da Fonseca quem arrematou a Quinta do Conde para o filho, no leilão realizado 14 de Dezembro de 1835, pela quantia de vinte e um contos e duzentos mil réis, que pagou o dito José Maria da Fonseca em títulos admissíveis na compra dos bens nacionais.
Provavelmente a pedido de José Maria da Fonseca, o Professor António Nunes de Carvalho, enquanto diretor dos Arquivos Nacionais, copiou alguns Assentos relativos à Quinta do Conde. No final dessa relação, que se encontra no arquivo da Família de José Maria da Fonseca, este escreveu: Extraído dos registos da Torre do Tombo pelo cuidado e favor do meu particular amigo o Dr. António Nunes de Carvalho, quando foi Guarda-mor daquele estabelecimento. Lisboa, 12 de janeiro de 1840.
O êxito da empresa de José Maria da Fonseca justificou em 1856 a mais alta condecoração portuguesa atribuída por D. Pedro V: Cavaleiro da Ordem da Torre e Espada, do Valor, Lealdade e Mérito.
Na descrição predial da Quinta do Conde, em 1867, é referida uma hipoteca pela quantia de vinte e cinco contos de réis.
Sofia Augusta da Fonseca Barros, a única filha de José Maria da Fonseca, foi quem herdou a Quinta do Conde, após a morte do pai, ocorrida a 26 de Março de 1886. Era casada com Henrique da Gama Barros um historiador de renome, que estava a preparar a edição da História da Administração Pública em Portugal. Alheios aos problemas da agricultura e ao negócio do vinho, recorreram ao arrendamento da empresa e das propriedades. Em 20 de outubro de 1892, hipotecaram a Quinta do Conde à Companhia Geral do Crédito Predial Português, em troca do empréstimo de 14.580$000. Esta hipoteca foi cancelada a 8 de Março de 1904. Henrique da Gama Barros já era viúvo, quando a 29 de Agosto de 1925.Henrique da Fonseca Barros, filho do anterior casal, tomou posse da Quinta do Conde em 1908, após a morte da mãe. Henrique da Fonseca Barros estudou ciências e matemáticas e casou com Antónia Soares Franco.
Em 1883, concorreu ao lugar de lente substituto de matemática da Escola Politécnica de Lisboa, mas, por ter preterido, abandonou definitivamente a carreira de ciências e matemáticas que tinha projectado e dedicou-se à agricultura. Faleceu em 10 de maio de 1945, sem ter deixado herdeiros diretos. Cristina de Barros Pitta e Castro e Sofia da Piedade de Barros Pitta Avilez, primas de Henrique da Fonseca Barros foram declaradas legítimas herdeiras e coube à primeira a Quinta do Conde, assim descrita na escritura de partilhas efectuada em 1951: Consta de casas nobres de habitação, celeiros, adegas, lagares, abegoarias, palheiros, casa de malta e mais pertenças, terras de semeadora, vinhas quase todas de recente plantação, pinhais, matos e árvores frutíferas. Cristina de Barros Pitta e Castro foi casada com João Filipe de Meneses Pitta e Castro - falecido a 31 de março de 1896 - era filha de Manuel Nicolau de Bettencourt Pitta e de Sofia da Gama Barros Pitta. Faleceu a 10 de agosto de 1963, e a Quinta do Conde passou para a posse dos filhos.
Maria José Correia Vieira Peixoto Villas Boas de Meneses Pitta e Castro, nora, viúva do filho José de Meneses Pitta e Castro (filho) e Maria Isabel Leps Meneses Pitta e Castro (esposa do filho); Maria José de Meneses Pitta e Castro da Penha e Costa (filha), foram os herdeiros de Cristina de Barros Pitta e Castro, a quem coube em 1963 a Quinta do Conde. Posteriormente, Maria José de Meneses Pitta e Castro Vieira e Peixoto Villas Boas faleceu e foi substituída, em 31 de maio de 1972, por Maria Teresa de Meneses Pitta e Castro Vieira Peixoto de Villas Boas de Meireles.

### António Xavier de Lima
Os herdeiros atrás referidos, representados por João António de Meneses Pitta e Castro da Penha e Costa, venderam a Quinta do Conde a António Xavier de Lima, no final dos anos sessenta. Filho de Eduardo Lima e de Amélia Maria Xavier de Lima, António Xavier de Lima nasceu a 15 de Agosto de 1925, na Quinta do Anjo, Palmela, mas tinha ainda poucos meses, quando os pais se mudaram para Brejos de Azeitão. Xavier de Lima cedo demonstrou habilidade para o negócio de terrenos. A abertura da Ponte sobre o Tejo, em 1966; As correntes migratórias de pessoal para as grandes empresas da margem sul do Tejo (Lisnave, Siderurgia Nacional, Cuf, Setenave,...); A grave crise no sector da habitação; A permissividade da legislação em vigor e das próprias autoridades, foram alguns dos factores que levaram António Xavier de Lima a adquirir grandes propriedades rústicas que posteriormente parcelava e vendia como se de lotes urbanos se tratasse e onde as únicas infra-estruturas urbanísticas se limitam em regra à abertura de arruamentos em terra batida para possibilitar o acesso dos eventuais compradores. Quando António Xavier de Lima começou a adquirir parcelas na Quinta do Conde já tinha muita experiência e métodos próprios de trabalho: Após acordo verbal de compra com o dono da propriedade, abriam-se as ruas, demarcavam-se os lotes e iniciava-se a venda, com muitas facilidades no pagamento. A escritura oficial era feita directamente do ainda dono da propriedade para o comprador para o comprador do lote. Mais tarde, se tal se justificasse, Xavier de Lima fazia a compra oficial do que ainda restava da propriedade inicial. Relativamente à Quinta do Conde, que segundo uma descrição predial de 1971, tinha uma área de 3.920.000m2, realizaram-se várias escrituras. Uma, a 28 de janeiro de 1971, referente a 100 mil metros quadrados de terreno para construção pelo valor de mil e quinhentos contos (7500€). Com esta escritura, foi criado o prédio rústico descrito na Conservatória de Sesimbra sob o n.º 3.048, desanexado do n.º 2.535. Através de outra escritura, realizada a 18 de Setembro de 1973, Xavier de Lima adquiriu o que restava do prédio rústico descrito sob o n.º 2.535, pelo valor de trinta mil contos (150.000€). O preço, a falta de habitação reinante, a proximidade dos grandes complexos industriais empregadores e das praias da região, foram factores decisivos no sucesso do negócio. Para muitos operários de rendimentos limitados concretizava-se aqui o sonho de possuir casa própria. Uma vivenda no meio do pinhal. Porém, com a expansão da construção - dita clandestina - veio a dura realidade, que evidenciou o trabalho por fazer: um plano, rede de águas, electricidade, saneamento, escolas, telefones, distribuição domiciliária de correio, assistência médica, segurança pública, enfim, tudo o que dum aglomerado populacional. O primeiro passo na resposta aos anseios da população residente, foi a elaboração e posterior aprovação, de um plano de urbanização minimamente consensual. Depois veio a resposta às principais carências. E de tal forma a Quinta do Conde evoluiu, que em 1979, foi apresentado na Assembleia da República um projecto de lei com a criação da freguesia. Uma aspiração que se concretizou em Outubro de 1985. Outro marco importante foi a elevação a Vila decretada pela Assembleia da República em 21 de junho de 1995.

## Saúde
Centos de saúde - (Estado)
- Extensão de saúde da Quinta do Conde

Saúde privada
- No setor privado, existe uma ampla oferta de empresas que prestam cuidados de saúde.

Farmácias
- A freguesia da Quinta do Conde tem três farmácias. Estas farmácias efetuam serviços permanentes.[11]

## Escolas
Nos últimos anos o número de escolas e estabelecimentos de ensino tem vindo a aumentar, apesar de a população local continuar a reclamar a construção de uma escola secundária, construída de raiz, para substituir a escola Básica 2,3/S Michel Giacometti.
Escolas básicas
- Escola Básica Integrada da Quinta do Conde;
- EB 1 nº 2 da Quinta do Conde;
- EB 1 nº 3 da Quinta do Conde;
- Jardim de Infância da Quinta do Conde;
- Escola Básica Integrada da Boa Água;
- Escola Básica e Jardim de Infância do Pinhal do General.

Escolas secundárias
- Escola Básica 2,3/S Michel Giacometti

## Igrejas
A paróquia da Quinta do Conde é constituída por três comunidades:
- Igreja Paroquial de Nossa Senhora da Boa Água
- Igreja Paroquial de Nossa Senhora da Esperança
- Comunidade Católica de S. Francisco Xavier

## Coletividades
O associativismo fez história na freguesia: Quinta do Conde conta com mais de quatro dezenas de Associações, sendo hoje em dia um marco importante no desenvolvimento cultural, recreativo e desportivo local.